# Rubus calotemnus
Espèce
Rubus calotemnus est une espèce de plantes à fleurs du genre Rubus (les ronces) et de la famille des Rosacées. Le nom botanique vient du latin, calo, serviteur, et temno, méprisé.

## Description
Les turions sont épais de 2 à 4 mm, arrondi à obtusément anguleux, légèrement poilu, à glandes stipitées absentes ou éparses, courtes, avec 4 à 25 aiguillons par entrenoeuds, aléniformes ou aplatis à base élargie, longs de 2 à 5 mm, droits, étalés ou inclinés.
Les stipules sont linéaires-lancéolées à lancéolées.
Les pétioles, long de 6,5 à 10 cm, portent des poils apprimés épars, ainsi que 8 à 14 aiguillons inclinés et droits ou un peu courbés.
Les feuilles ont 3 à 5 folioles à face supérieure peu poilue, à face inférieure poilue surtout sur les nervures, ces poils formant une pubescence à peine perceptible à molle au toucher. Le pétiolule de la foliole terminale est d'une longueur représentant (rarement seulement 20) 25 à 33 % de celle du limbe. La foliole terminale, longue de 68 à 93 mm et d'une largeur représentant entre 72 et 84 % de la longueur, est elliptique-obovale à nettement obovale, à base émarginée ou cordée, à apex brusquement distinct et court, à dents régulières, minces, droites ou courbées vers l'arrière.
L'inflorescence est étroite, souvent (presque) racémeuse, feuillée ou non, pourvue d'aiguillons inclinés, droits ou un peu courbés. L'axe principale, anguleux, dépourvu de glandes stipitées, porte des poils plus ou moins couchés ou étalés et 4 à 10 aiguillons par entrenoeuds, longs de 1 à 5 mm, aléniformes ou à base un peu élargie. Les axes secondaires sont ascendants, souvent geminés, pourvus de 1 à 5 fleurs. Les pédicelles, longs de 10 à 30 mm, sont courtement et densément poilu, souvent plus ou moins tomenteux, et portent 1 à 60 glandes stipitées délicates et courtes, et 2 à 10 aiguillons. Les sépales sont étalés, légèrement réfléchis ou légèrement dressés, et présentent une face inférieure grise ou verdâtre, densément et courtement poilue à tomenteuse, généralement avec quelques glandes ou acicules. Les pétales sont blancs, largement elliptiques, longs de 8 à 12 mm. Les étamines égalent ou dépassent légèrement les styles, ou sont légèrement dominés par eux. Les anthères sont généralement poilues, au moins pour certaines. Les carpelles sont (presque) glabres. La floraison a lieu en juillet.

## Écologie
Cette espèce croît en forêts, lisières et haies, sur sol pauvre à assez riche en nutriments, frais à humide.

## Distribution
L'aire de répartition est encore peu connue : l'espèce est signalée en France (Nord), en Belgique (Nord et Ouest) et aux Pays-Bas (au Nord jusqu'aux grands fleuves).

## Propagation
Comme toutes les espèces de la section Corylifolii, se multiplie par apomixie et par marcottage.

## Utilisation
Voir ronces.